# Dermatomya tenuiconcha
Dermatomya tenuiconcha is een tweekleppigensoort uit de familie van de Poromyidae. De wetenschappelijke naam van de soort is voor het eerst geldig gepubliceerd in 1913 door Dall.